# Issam Badda
Issam Badda (né en 1983 à Khémisset), est un footballeur international marocain. Il est évolue actuellement au poste de gardien de but.

## Biographie

### Club
Né à Khemisset et formé à Ittihad Khémisset, Issam Badda est acheté par le FUS de Rabat en juin 2010 pour trois ans et il joue actuellement pour le FUS de Rabat dans lequel il est titularisé dans tous les matchs.

### Sélection en équipe nationale
| Caps | Date       | Match        | Lieu   | Score | Compétition           |
| 1    | 03/07/2012 | Irak - Maroc | Jeddah | 1 - 2 | ½ Finale Coupe Arabes |
| ---- | ---------- | ------------ | ------ | ----- | --------------------- |

## Carrière
- 2005 - 2010 :  Ittihad Khémisset
- 2010 - :  FUS de Rabat[1]

## Palmarès
Ittihad Khémisset
- Championnat du Maroc
  - Vice-champion en 2008

 FUS de Rabat
- Coupe de la confédération
  - Vainqueur : 2010.
- Supercoupe de la CAF
  - Finaliste : 2011
- Championnat du Maroc
  - Vice-champion en 2012
- Coupe du Trône
  - Vainqueur : 2014

 Maroc junior
- Coupe d'Afrique des nations junior
  - Demi-Finaliste en 2005

 Maroc
- Coupe arabe des nations de football
  - Vainqueur en 2012